# روبن ميكائيل
روبين ميكائيل فريتاس ريسوريكاو (بالبرتغالية: Rúben Micael Freitas Ressureição‏) الشهير باسم ميكائيل (مواليد 19 أغسطس 1986 في كامارا دي لوبوس، البرتغال) لاعب كرة قدم برتغالي يجيد اللعب في خط الوسط ويلعب حاليا في أتلتيكو مدريد الإسباني منذ 2011.

## روابط خارجية
- روبن ميكائيل على موقع الاتحاد الدولي (مؤرشف)  (الإنجليزية)
- روبن ميكائيل على موقع الاتحاد الأوربي (الإنجليزية)
- روبن ميكائيل على موقع قاعدة بيانات كرة القدم.إي يو (الإنجليزية)
- روبن ميكائيل على موقع ناشيونال فوتبول تيمز (الإنجليزية)
- روبن ميكائيل على موقع Soccerway.com (الإنجليزية)
- روبن ميكائيل على موقع عالم كرة القدم.نت (الإنجليزية)
- روبن ميكائيل على موقع AS.com (الإسبانية)